# Jean Camille Costes
Pour les articles homonymes, voir Coste.
Jean Camille Costes, né le 6 avril 1873 à Saint-Sylvestre-sur-Lot (Lot-et-Garonne) et mort le 14 février 1950, est un ecclésiastique français, évêque d'Angers de 1940 à sa mort.

## Biographie
Jean-Camille Costes est ordonné prêtre le 5 avril 1896. Il devient coadjuteur de l'évêque d'Angers le 3 avril 1924 avec le titre d'évêque in partibus de Telmissus (de). Il est consacré par Joseph Rumeau, évêque d'Angers.
Il devient évêque d'Angers le 9 février 1940 jusqu'à sa mort le 14 février 1950. Pasteur plein de bonté, il est considéré comme plutôt traditionaliste par Guy-Marie Riobé qui est alors prêtre de son diocèse. Il a défendu l'enseignement catholique privé et fait ouvrir de nombreuses écoles catholiques.
Henri Alexandre Chappoulie lui succède.

## Quelques publications
- Éloge funèbre de M. le prince de Robech, prononcé dans l'église de Neuvy-en-Mauges, à la cérémonie de ses obsèques le 15 mars 1940 / par S. Exc. Mgr Costes,... / Angers : Éditions de l'Ouest , 1940
- Éloge funèbre de M. le comte Jean d'Andigné, prononcé dans l'église de Durtal, à la cérémonie de ses obsèques le 18 août 1938 / par S. Exc. Mgr Costes,... / Angers : Éditions de l'Ouest , 1938
- Éloge funèbre de M. le chanoine Hérissé, curé archiprêtre de Baugé : prononcé dans l'église de Baugé le 6 mai 1938 / par S. Exc. Mgr Costes,... / Angers : Éditions de l'Ouest , 1938
- Madame Jehanne de France : fille de Louis XI (Bienheureuse Jeanne de Valois), conférence donnée à l'Université catholique d'Angers et à Saint-Marie de Cholet les 3 et 6 mars 1937 / par S. Exc. Mgr Costes,... / Angers : Éditions de l'Ouest , 1937
- Éloge funèbre de M. le duc de Blacas, prononcé dans l'église de Notre-Dame de Beaupréau, à la cérémonie de ses obsèques le 17 décembre 1937 / par S. Exc. Mgr Costes,... / Angers : Éditions de l'Ouest , 1937
- La Vénérable Jeanne Delanoue, discours prononcé à l'occasion du deuxième centenaire de sa mort le 17 août 1936 / par S. Exc. Mgr Costes,... / Angers : Éditions de l'Ouest , 1936
- Éloge funèbre de Pierre-Marie-Fortuné, marquis d'Andigné, député de Segré, membre et ancien président du Conseil municipal de Paris, prononcé dans l'église de Beaufort à la cérémonie de ses obsèques le 5 septembre 1935 / par S. Exc. Mgr Costes,... / Angers : Éditions de l'Ouest , 1935
- Donner sa vie : panégyrique de Saint André-Hubert Fournet, prononcé le 14 décembre 1934 dans la cathédrale de Poitiers / par S. Exc. Mgr Costes / Angers : Éditions de l'Ouest , 1935
- Éloge funèbre de Mère Saint-Charles, ancienne supérieure de la congrégation des Petites Sœurs de Saint François, prononcé le 14 décembre 1933 / par S. Exc. Mgr Costes,... / Angers : Éditions de l'Ouest , 1934
- Pour l'esthétique chrétienne, discours prononcé à la séance solennelle de rentrée de l'université catholique d'Angers, le 15 novembre 1932 / par Mgr Costes,... / Angers : Éditions de l'Ouest , 1932
- La Grâce de Dieu dans un grand cœur, panégyrique prononcé le 28 août 1930 à l'occasion du XVe centenaire de saint Augustin / par S.G. Mgr Costes,... / Angers : V. Richou , 1930
- Marie Mère de Dieu et l'unité de la religion, discours prononcé dans la basilique Notre-Dame de Verdelais le 2 juillet 1928 à l'occasion du soixante-douzième anniversaire du Couronnement / par S. G. Mgr Costes... / Angers : Éditions de l'Ouest , 1928
- Saint Jean de la Croix, docteur de l'Église, panégyrique prononcé dans la chapelle des carmélites d'Angers, le 24 novembre 1927 / par S. G. Mgr Costes / Angers : Éditions de l'Ouest, 1927
- Le Saint François d'Assise bienfaiteur de l'art, conférence donnée à l'Université catholique d'Angers le 16 février 1927 / par S.G. Mgr Costes,... / Angers : Éditions de l'Ouest , 1927
- Saint Benoît et l'état religieux, panégyrique prononcé dans la cathédrale du Mans le 12 juillet 1925 / par S. G. Mgr Costes / Angers : Éditions de l'Ouest , 1925
- Jeanne d'Arc miracle de bravoure, panégyrique de la bienheureuse prononcé le 16 mai 1915 dans l'église N.-D. de Tonneins devant les blessés des hôpitaux / J.-C. Costes,... / Tonneins : impr. de G. Ferrier , 1915